# Meyoarabiella
Meyoarabiella is een geslacht van vlinders uit de familie van de Houtboorders (Cossidae). De wetenschappelijke naam en de beschrijving van dit geslacht zijn voor het eerst gepubliceerd in 2008 door Roman Viktorovitsj Jakovlev.
De soorten van dit geslacht komen voor in Namibië en Zuid-Afrika.

## Soorten
- Meyoarabiella karooensis Mey, 2016
- Meyoarabiella meyi (Yakovlev, 2008)
- Meyoarabiella naumanni Yakovlev, 2020
- Meyoarabiella vansoni Yakovlev, 2020